# 老挝驻华大使馆
老挝人民民主共和国驻中华人民共和国大使馆，简称老挝驻华大使馆，是老挝人民民主共和国在中华人民共和国的最高外交代表机构。馆址位于中国北京市朝阳区三里屯东四街11号。

## 历史沿革
1961年4月25日，中老建交。1963年，老挝驻华大使馆在北京开馆。

## 机构设置
老挝驻华大使馆下设办公室、签证处、武官处、商务处、文化教育处。